# James H. Brickley
James H. Brickley (* 15. November 1928 in Flint, Michigan; † 28. September 2001 in Detroit, Michigan) war ein US-amerikanischer Jurist und Politiker. Zwischen 1971 und 1975 sowie nochmals von 1979 bis 1983 war er Vizegouverneur des Bundesstaates Michigan.

## Werdegang
Nach einem Jurastudium an der University of Detroit sowie an der New York University und seiner Zulassung als Rechtsanwalt begann James Brickley in diesem Beruf zu arbeiten. Zwischen 1955 und 1959 war er als Agent für das FBI tätig. Politisch wurde er Mitglied der Republikanischen Partei. 1966 bewarb er sich erfolglos um den Posten eines Richters am Michigan Court of Appeals. In den Jahren 1969 und 1970 war er Bundesstaatsanwalt für den östlichen Distrikt von Michigan.
1970 wurde Brickley an der Seite von William Milliken zum Vizegouverneur von Michigan gewählt. Dieses Amt bekleidete er zwischen 1971 und 1975. Dabei war er Stellvertreter des Gouverneurs und Vorsitzender des Staatssenats. Anschließend fungierte er von 1975 bis 1978 als Präsident der Eastern Michigan University. Von 1979 bis 1983 war er erneut unter Gouverneur Milliken Vizegouverneur seines Staates. Im Jahr 1982 scheiterte er in den Gouverneursvorwahlen seiner Partei.
Von 1983 bis 1999 amtierte Brickley als Richter am Michigan Supreme Court. In den Jahren 1995 und 1996 hatte er den Vorsitz dieses Gerichtshofs inne. Er starb am 28. September 2001 in Detroit.